# Christian Elling
Christian Thorvald Elling, född den 14 november 1901 i Frederiksberg, död den 13 juli 1974, var en dansk professor och konsthistoriker.

## Biografi
Elling växte upp i Kalundborg och utexaminerades från Sorø akademi 1920 och studerade därefter konsthistoria under Francis Beckett och fick 1925 Akademiens guldmedalj för ett arbete om Nicolai Eigtved. År 1929 blev han magister, 1932  docent och 1933 tog han sin doktorsexmen. 
År 1939 blev han professor vid Köpenhamns universitet och var dekanus vid Humanistiska fakulteten 1944-45. I en rad böcker har han gett väsentliga bidrag till framför allt Danmarks konst- och arkitekturhistoria under 1700-talet.
Christian Elling stiftade tillsammans med Karl Bjarnhof den Danska akademien 28 november 1960 och var en av grundarna av den danska Gastronomiska akademien 1964.
Elling var också ordförande i Sällskapet för arkitekturhistoria 1947-50, ordförande i den dansk-italienska föreningen Dante Alighieri 1954-57, ledamot av den danska kommittén för Historikernas internationella samarbete från 1932 och Vetenskapsakademien kommissionen för undersökning av de i danska privata samlingar bevarade källorna till den danska historia 1951-57. 
Han var vidare medlem av styrelsen för Naturhistoriska museet på Fredriksborgs slott från 1951 och i kuratelet och styrelsen för den danska institutet för vetenskap och konst i Rom 1954-57. Han var dessutom styrelseledamot i Föreningen för danska kulturfonden 1936 (VD 1950-1952), i Vetenskaps-Societeten i Lund 1945, i den kungliga danska Sällskapet för fäderneslnadets historia och den Kungliga danska vetenskapsakademin 1948.
Elling var riddare av Dannebrog, mottog Dannebrogsmännens hederstecken samt blev riddare av den svenska Nordstjärneorden och fick Kleinpriset 1953. Elling är representerad vid Nationalmuseum.